# Institut Badalona VII
L'Institut Badalona VII és un Institut d'Educació Secundària situat al barri d'El Raval de la ciutat de Badalona (Barcelona). El "B7", com és conegut popularment, va ser el setè institut d'educació secundària que es va crear a la ciutat. La denominació "Badalona VII" ha passat de ser un nom provisional a convertir-se en el signe d'identitat del centre. Forma part de la Xarxa de Competències bàsiques, de la Xarxa d'Escoles Verdes, del Pla Català d'Esport Escolar. Recentment s'ha incorporat al programa d'innovació sobre Tecnologies Digitals per a l'Aprenentatge del Departament d'Ensenyament.

## Història[5]
L'Institut Badalona VII es va crear l'any 1985 a instància de diversos sectors de la ciutat relacionats amb l'ensenyament. Durant els primers mesos del curs 1985-1986 el nou centre va iniciar les seves activitats en diverses aules cedides pels instituts La Pineda i Pompeu Fabra de Badalona. Durant el segon trimestre d'aquell primer curs el centre es va traslladar a l'edifici del carrer Pare Claret de Badalona on actualment es troba la seu del Conservatori Professional de Música de Badalona, a l'espera que s'acabés la construcció del nou edifici.
L'edifici actual, ubicat al carrer Ausiàs March, 86, va ser construït en els terrenys que a principis del segle XX ocupava la fàbrica de tints Can Borràs i on posteriorment es van instal·lar els magatzems de l'empresa de vidre Pedragosa. L'any 1985 els terrenys es van expropiar i les naus industrials van ser enderrocades per emprendre la construcció de l'institut, la placeta i l'església. L'edifici de l'institut, inaugurat l'any 1989, és obra dels arquitectes Ramon Artigues i Ramon Sanabria i va quedar finalista als Premis FAD.
Durant els seus primers deu anys d'existència, l'institut va ser un centre d'experimentació de l'anomenada reforma educativa de la LOGSE amb la implementació dels estudis de l'ESO, el batxillerat i els mòduls de formació professional, precursors dels actuals cicles formatius.
L'any 1990 el Departament d'Ensenyament va nomenar l'institut Centre Experimental de Règim Especial (CERE). L'any 2000, una vegada generalitzada la Reforma, l'institut Badalona VII és constitueix com a Centre Singular amb pla estratègic. A partir d'aquest moment s'inicia un procés de renovació i estabilització de la plantilla, amb la progressiva incorporació de professorat que accedeix a una destinació definitiva en el centre mitjançant concurs de trasllats ordinari. Durant el període 2006-2009 el centre va participar en el Pla per a la Millora del Servei Educatiu promogut pel Departament d'Ensenyament. Els cursos 2011-2012 i 2012-2013 l'institut va col·laborar en la implementació del Programa "Escola per l'Èxit".